# Ткачук, Андрей Сергеевич
Андрей Сергеевич Ткачук (род. 21 августа 1986, Красноармейск, Донецкая область) — подполковник ВСУ. Участник вооружённого конфликта на востоке Украины. Герой Украины (2016).

## Награды
- Звание Герой Украины с вручением ордена «Золотая Звезда» (13 октября 2016) — за мужество и героизм, проявленные в защите государственного суверенитета и территориальной целостности Украины, самоотверженное служение Украинскому народу.[1]
- Орден Богдана Хмельницкого III степени (5 июля 2014) — за личное мужество и героизм, проявленные в защите государственного суверенитета и территориальной целостности Украины, верность военной присяге.[2]